# Секст Росцій
Секст Росцій (лат. Sextus Roscius) - син багатого латифундиста з Амелії, вбитого в Римі, який жив у 1-му ст. до н.е. Родичі звинуватили Росція у батьковбивстві, а молодий Цицерон виголосив знамениту промову на його захист.

## Процес
Вся інформація про Секста Росція походить в основному з одного джерела - захисної промови Цицерона (лат. pro Sexto Roscio Amerino). Коротка згадка про нього є також у Плутарха (Цицерон III).
У результаті змови сім'ї Секста його позбавили майна і звинуватили у вбивстві батька. Старійшина Росціанів був убитий у Римі за деякий час до цього, можливо, також за наказом своєї сім'ї. Справа була політично вмотивованою, оскільки в ній був замішаний фаворит і визволитель тодішнього диктатора Луція Корнелія Сулли Хрисогона. Він вніс покійного до проскрипційних списків, що дозволило змовникам захопити його майно вартістю 250 талантів за невелику частину цієї суми. Однак, побоюючись викриття, група вирішила перекласти відповідальність за злочин на сина вбитого Секста, притягнувши його до суду, який, до речі, також мав на меті позбутися законного спадкоємця награбованих статків.
Захист Росція-молодшого взяв на себе Цицерон, тоді ще адвокат-початківець (81-80 рр. до н.е.), який користувався підтримкою частини аристократії, нетерплячої до свавілля Хрисогона. Успішний захист Розія відкрив йому двері до великої кар'єри, як він сам писав через багато років: "Найбільша слава і значення народжуються тоді, коли заступаєшся за когось, а особливо, коли приходиш на допомогу людині, на яку, здається, нацьковує хтось могутній" (De Officiis II.14). Росцій після свого виправдання так і не зміг повернути своє майно.